# Agrochola ornatrix
Agrochola ornatrix là một loài bướm đêm trong họ Noctuidae.